# تشومان (بوالحسن)
تشومان (بالفارسية: چومان) هي قرية تقع في إيران في قسم بوالحسن الريفي. يقدر عدد سكانها بـ 371 نسمة بحسب إحصاء 2016.